# Sóná
Sóná Thérí, zvaná Bahuputtika. – byla buddhistickou mniškou (přídomek Thérí znamená starší mniška) v Buddhově době (tj. v 6. až 5. století př. n. l.), jedna z nejvýznamnějších přímých Buddhových žaček, kterou Buddha označil jako nejpřednější mezi mniškami ve svědomitém úsilí v duchovní praxi. Jelikož vstoupila do mnišského řádu v pokročilém věku, je často uváděna jako povzbuzující příklad toho, že i velmi starý člověk může učinit velký duchovní pokrok. Také byla proslulá tím, že se jako matka silně upnula na své děti, které se později projevily velice nevděčně. Její příběh je proto také využíván k ilustraci skutečnosti, že i když se člověk upřímně stará o své potomstvo, nemůže si být nikdy jistý, že se dočká náležitého vděku a musí se proto vždy spoléhat sám na sebe.
Jelikož údaje o Sónině životě jsou čerpány pouze z jednoho zdroje - z pálijského kánonu a jeho komentářů a nelze si tedy jejich pravdivost ověřit pomocí jiných pramenů, jedná se proto spíše o hagiografii – biografii, jejímž účelem je posluchače duchovně poučit nikoli informovat. Přesto samozřejmě nelze tvrdit, že uvedené údaje jsou nepravdivé, nebo se že se nezakládají na skutečných událostech. V komentářich se nachází dvě, respektive tři mírně odlišné verze ohledně dosažení Sónina osvíceni.

## Aspirace v minulém životě
U významných mnichů a mnišek jakou byla i Sóná Thérí, jsou vždy v souladu s učením o kammě a znovuzrozování jsou v pálijských komentářích zmíněny okolnosti, které v dávné době byly prvotní příčinou hluboké duchovní realizace konkrétního Buddhova žáka. V době buddhy Padumutarry se budoucí Sóná Thérí narodila ve městě zvaném Hamsávatí. Když viděla, jak buddha Padumuttara prohlásil jednu z mnišek jako nejpřednější ve svědomitém úsilí, zatoužila získat v budoucnu stejný titul. Poté, co obdarovala Buddhu a Sanghu, vyslovila před buddhou své přání. Ten předpověděl, že její přání bude naplněno za 100 tisíc kapp (překl. eón - období od vzniku do zániku vesmíru) v době buddhy zvaném Gótama.

## Vstup do mnišského řádu
Sóná se narodila v bohaté rodině v indickém městě Sávattti, vzala si muže se stejně dobré situované rodiny a porodila 10 dětí. Svůj život zcela upnula na péči o své děti, začala být proto známá jako Sóná Bahuputtika – Sóná s mnoha dětmi. Její muž se stal Buddhovým přívržencem a nakonec se stal i mnichem v Buddhově řádu. Když Sóniny děti dospěly, zařídila jim vhodné manželství a rozhodla se, že se bude zabývat studiem Dhammy – Buddhova učení, podporována svými dětmi. Rozdělila proto mezi ně svůj veškerý majetek a očekávala, že se budou o ní starat tak, jak bylo zvykem ve starověké Indii. Avšak její děti nebyly přívrženci Buddhy a vstup jejich otce do mnišského řádu nikdy nepochopily, proto i na Sónin zájem o Dhammu pohlížely negativně. Její počínání chápaly jako zbytečné plýtvání času a jejich majetku. Proto jí po určité době začaly vnímat jako břemeno a odmítly se o ni starat, aniž by si uvědomovaly, že jsou matce vděčni za své bohatství. Sóná neviděla jiné východisko z této situace, než vstoupit do řádu stejně jako její muž.
Jelikož vstoupila do řádu jako velmi stará žena, která si těžko zvykala na nový způsob života, nebyla schopna přesně dodržovat pravidla mnišské kázně (Vinaja). Neustálé byla ostatními mniškami peskována i za nejmenší provinění. Dokonce i její vlastní děti si z ní tropily posměch, což Sóna snášela velice těžce. Všechny výtky, které musela snášet, v ní však nakonec probudily náboženskou horlivost. Uvědomila si , že jako starý člověk už má málo času, proto by měla všechen volný čas využít k soustavné duchovní praxi. Poté, co vykonala své klášterní povinnosti, věnovala se usilovně kontemplaci 32 částí těla. Dokonce meditovala i přes noc. Aby nerušila ostatní mnišky, praktikovala v meditační hale, kde však nebylo žádné osvětlení, musela se proto při meditaci v chůzi přidržovat sloupů. Díky svému svědomitému úsilí začala být známá jako Áraddhu vírija Sóná Thérí (Sóná Thérí se svědomitým úsilím).

## Realizace arahatství
Jednoho dne, když šly ostatní mnišky navštívit Buddhu v klášteře Džétavana, nařídily Sóně, aby zatím pro mniškou komunitu uvařila vodu. Sóna se odebrala do kuchyně, avšak místo aby se pustila do práce, začala při meditaci v chůzi kontemplovat 32 částí těla. Dle jedné z verzí Buddha právě v tu chvíli seděl ve svém pokoji a uvědomil si vhodnou příležitost, vyslal proto paprsky ze svého těla k Sóně, takže měla pocit, jakoby stál přímo před ní. Pak pronesl tyto verše nacházející se v Dhammapadě, verš 115:
jó ča vassasatam džíve  -  než žít sto let
apassam dhammamuttamam  -  bez vidění nejvyšší Dhammy
ékáham džívitam sejjó  -  je lepší žít jeden den
passató dhammamuttamam  -  s viděním nejvyšší Dhammy
Sóná po vyslechnutí veršů dosáhla arahatství – tj. nejvyššího stupně osvícení. Poté si uvědomila, že se každou chvíli musí vrátit ostatní mnišky a ona stále neuvařila vodu. Jestliže by se na ni nyní rozhněvaly, vzhledem k tomu, že je teď osvícenou bytostí, vytvořily by tak velice nepříznivou kammu. Rozhodla se tedy, že je vhodným způsobem upozorní na svou duchovní realizaci. Připravila vodu do kotle, ale nerozdělala oheň. Když mnišky dorazily a uviděly, že pod kotlem není zapálený oheň, chystaly se Sóně vynadat. Ta je však zarazila a vybídla je, aby si nabraly vařící vodu. Ty tak nechápavě učinily a zjistily, že voda je skutečně vařící a ještě k tomu pokaždé, když si nabraly, voda se v kotli automaticky doplnila. Pochopily, že Sóná musela dosáhnout duchovní realizace spolu se získáním nadpřirozených schopností a za své předešlé nevlídné jednání se jí umluvily.
Podle druhé verze, když mnišky odešly do kláštera Džétavana, Sóna připravila vodu na vaření, ale místo toho, aby rozdělala oheň, začala v kuchyni kontemplovat 32 částí lidského těla, díky čemuž dosáhla arahatství. Když se mnišky vrátily, uviděly, že Sóná nerozdělala oheň, ta je však vybídla jako v předchozí verzi, aby si nabraly vodu. Když tak učinily, zjistily, že voda  je vařící a že se po odebrání se vždy doplní. Udiveni tímto úkazem, pochopily, že se Sóně muselo stát něco mimořádného. Došly se tedy zeptat přímo Buddhy. Ten jim sdělil, že Sóná realizovala arahatství a z uznání nad Sóniným úspěchem opět pronesl verše z Dhammapady, avšak tentokrát verš 112:
jó ča vassasatam džíve  -  než sto let života
kusító hínavírijó  -  v lenosti a ochablosti
ékáham džívitam sejjó  -  je lepší jeden den prožitý
vírijamárabható dalham  -  s energií pevně udržovanou

V komentáři k Dhammpadě je uvedena třetí verze, která se podobá verzi první, avšak s tím rozdílem, že je vynechán příběh o vaření vody. Je zde pouze popsáno, že se Buddha Sóně zjevil, když v noci meditovala v hale, přednesl výše zmíněné verše z Dhammapady č. 115 a Sóna dosáhla osvícení. Je možné, že se nejedná o odlišný příběh, ale pouze o zkrácenou verzi, která vynecháva nepodstatné detaily.

## Nejpřednější mniška ve svědomitém úsilí
Ať už je pravdivá kterákoli z těchto verzí, nebo pravda leží někde uprostřed, Sóná každopádně vynikala nad ostatními mniškami svým svědomitým úsilím, s jakým se pustila do své praxe. Později, když Buddha v klášteře Džétavana uděloval svým mnichům a mniškám nejrůznější tituly, prohlásil o Sóně, že je nejpřednější mezi mniškami ve svědomitém úsilí.